# Cuscuta difficilis
Cuscuta difficilis este o specie de plante care aparține genului Cuscuta, familia Convolvulaceae. Specia a fost descrisă pentru prima dată în 2020, pe baza unor exemplare adunate în California în 2015.

## Nomenclatură
Numele speciei, difficilis, înseamnă dificil și se referă la dificultatea inițială în a plasa exemplarele într-o specie existentă și la posibila viitoare dificultate a botaniștilor în a identifica specia.